# Julien Morice
Julien Morice (Gwened, Ar Mor-Bihan, 20 de juliol de 1991) fou un ciclista francès professional des del 2015 fins al 2022. Els seus millors resultats els ha obtingut en pista.

## Palmarès en pista
- 2008
  -  Campió d'Europa júnior en Persecució per equips (amb Julien Duval, Erwan Téguel i Emmanuel Kéo)
- 2010
  -  Campió de França en Persecució per equips
- 2011
  -  Campió de França en Persecució per equips
- 2013
  -  Campió de França en Persecució per equips
- 2014
  -  Campió de França en Persecució
  -  Campió de França en Persecució per equips
- 2015
  -  Campió de França en Òmnium
  -  Campió de França en Persecució per equips

## Palmarès en carretera
- 2012
  - 1r al GP de Machecoul i vencedor d'una etapa
  - Vencedor d'una etapa al Saint-Brieuc Agglo Tour
- 2013
  - 1r a la Chrono des Achards
- 2014
  - Vencedor d'una etapa al Saint-Brieuc Agglo Tour
- 2018
  - Vencedor d'una etapa al Sharjah International Cycling Tour

### Resultats a la Volta a Espanya
- 2016. 150è de la classificació general